# Fürstliche Rentkammer (Braunfels)

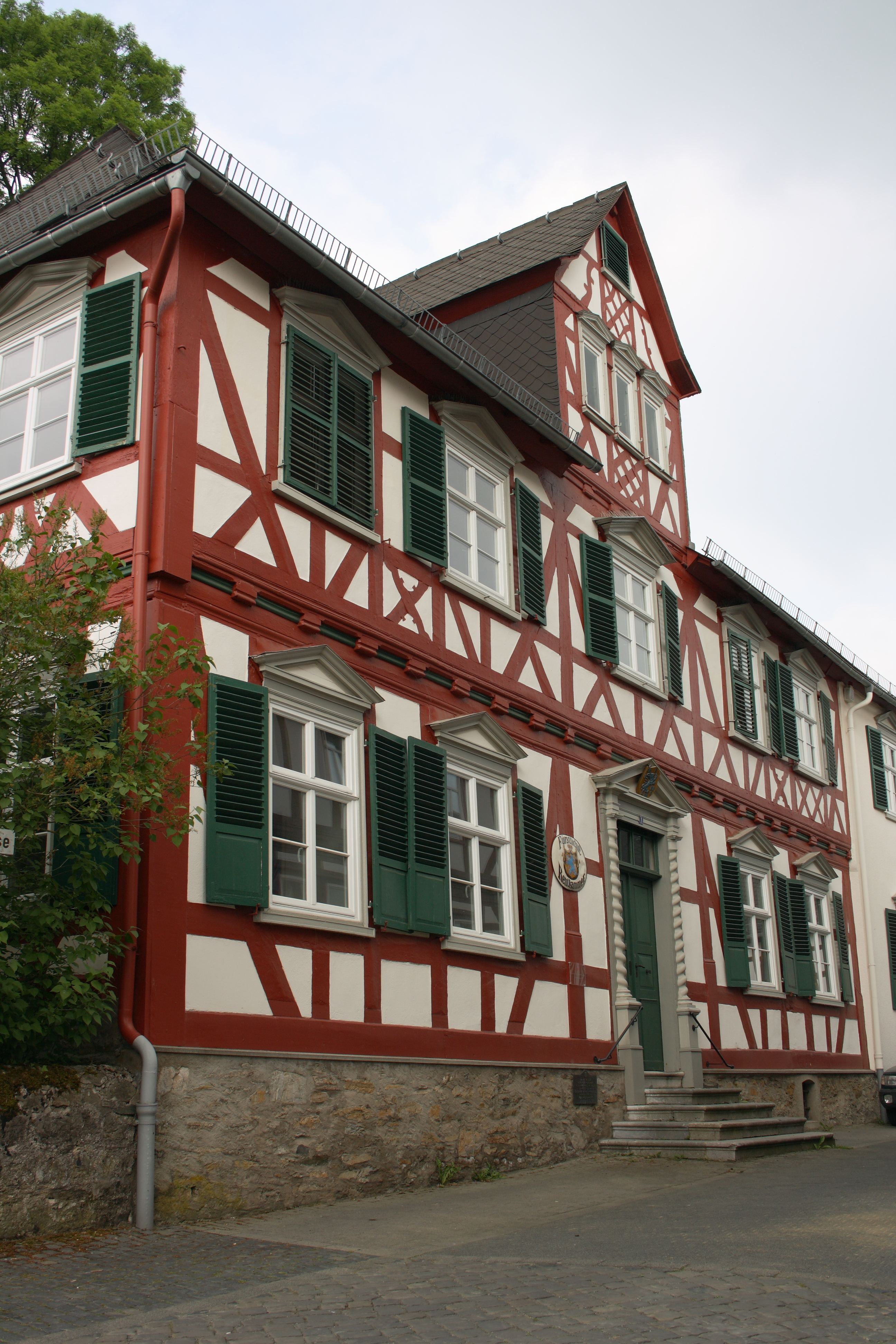
Fürstliche Rentkammer in Braunfels

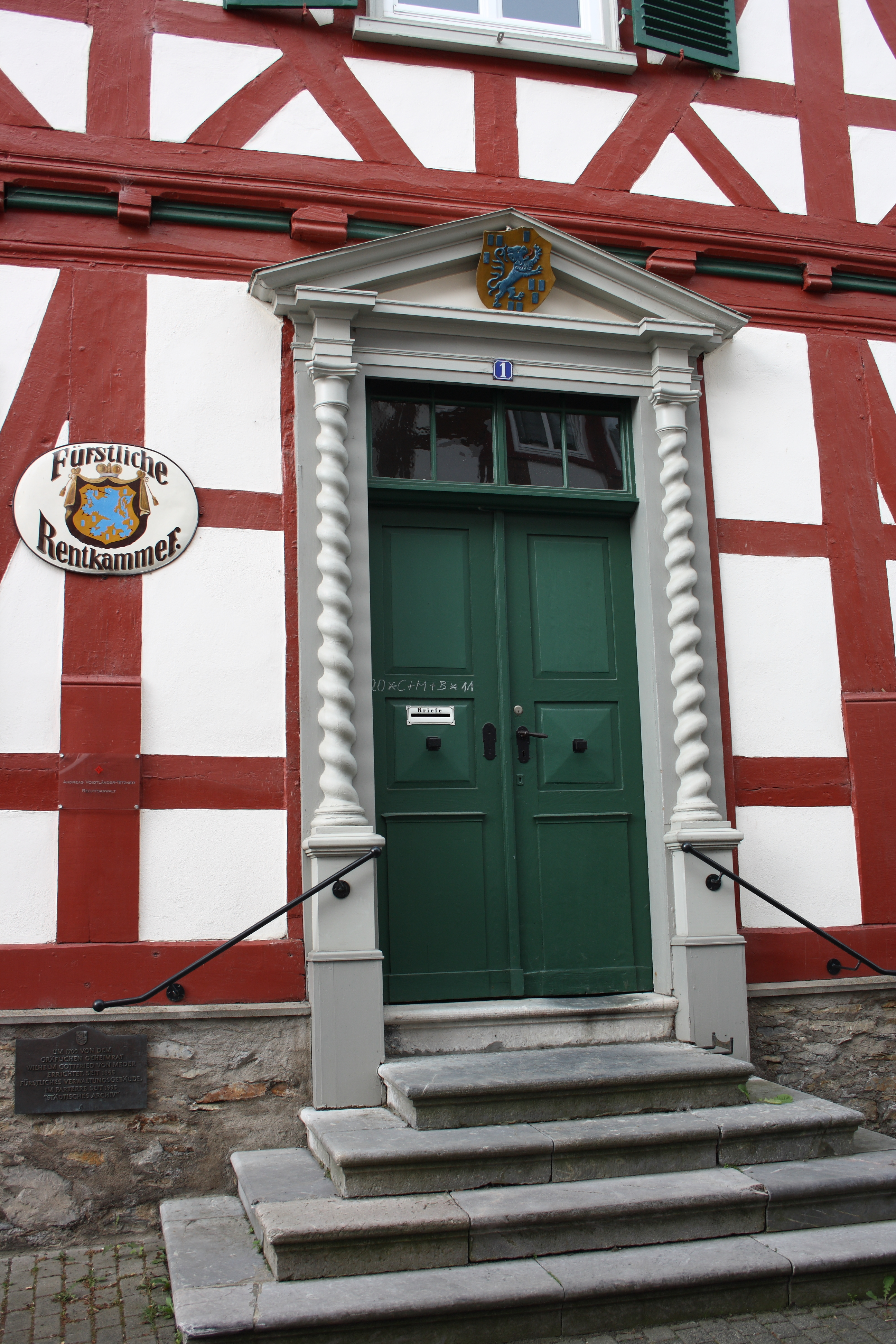
Portal

Das Gebäude der Fürstlichen Rentkammer in Braunfels, einer Stadt im Lahn-Dill-Kreis in Hessen, wurde um 1700 errichtet. Das Haus an der Belzgasse 1 ist ein geschütztes Baudenkmal.

## Beschreibung
Das Fachwerkhaus wurde um 1700 für den Geheimen Rat Wilhelm Gottfried Meder errichtet. Im Jahr 1722 wurde es vom Grafen Wilhelm Moritz von Solms (1651–1724) gekauft. Seit 1806 befindet sich hier die Fürstliche Rentkammer.
Der fünfachsige Bau besitzt eine Mittelachse mit Portal und darüber ebenfalls mittig ein Zwerchhaus. Das Gebäude wird von einem Walmdach gedeckt. Die Fenster werden von verzierten Brüstungsfeldern und Schmuckgiebeln gerahmt. Das Portal mit Außentreppe besitzt eine Ädikularahmung mit Dreiecksgiebel auf gewendelten Säulen. Im Giebelfeld ist das Wappen mit dem Löwen der Grafen von Solms angebracht. Im Inneren sind das großzügige Treppenhausvestibül und die reichen Türrahmungen erhalten.